# Occidozyga celebensis
Espèce
Synonymes
- Ooeidozyga celebensis Smith, 1927
- Phrynoglossus celebensis (Smith, 1927)

Statut de conservation UICN

 LC  : Préoccupation mineure
Occidozyga celebensis est une espèce d'amphibiens de la famille des Dicroglossidae.

## Répartition
Cette espèce est endémique de l'île de Sulawesi en Indonésie. Elle se rencontre jusqu'à 1 200 m d'altitude.

## Étymologie
Son nom d'espèce, composé de celeb[es] et du suffixe latin -ensis, « qui vit dans, qui habite », lui a été donné en référence au lieu de sa découverte les Célèbes, l'ancien nom de Sulawesi.

## Publication originale
- Smith, 1927 : Contributions to the herpetology of the Indo Australian region. Proceedings of the Zoological Society of London, vol. 1927, p. 199-225.